# Nihonogomphus gilvus
Nihonogomphus gilvus är en trollsländeart som beskrevs av Chao 1954. Nihonogomphus gilvus ingår i släktet Nihonogomphus och familjen flodtrollsländor. Inga underarter finns listade i Catalogue of Life.